# Joaquín Bosque (militar)

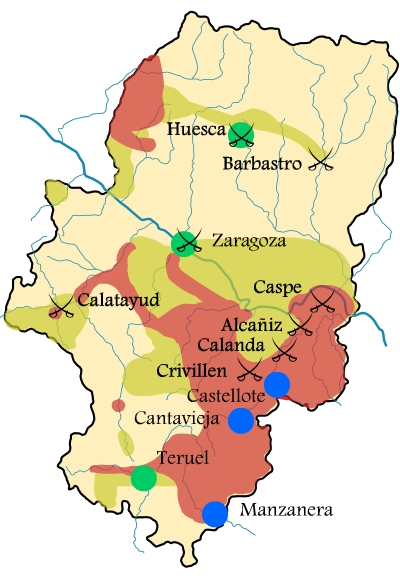
El carlismo en Aragón, durante la Primera guerra, en la que Joaquín Bosque fue personaje significativo.

Joaquín Bosque (Calanda, Teruel, fines del siglo XVIII-1838) fue un cabecilla carlista de España, conocido comandante de los Tiradores de Aragón.
Teniente coronel de las tropas carlistas desde 1835, su más notable participación en la Primera Guerra Carlista fue la organización del bloqueo sobre Alcañiz, a partir de 1837, actividad que desarrolló "con gran violencia y capacidad de destrucción cuando sólo esta ciudad se escapaba al control insurrecto en el Bajo Aragón" (GEA). 
Titulado comandante general de la Línea del Ebro en 1838, perdió la vida antes de finalizar el año.